# Immediate Sound
Immediate Sounds ist ein Jazzalbum von The Thing mit Ken Vandermark. Die im April 2006 im Konzert im Veranstaltungsort The Hideout, Chicago, entstandenen Aufnahmen erschienen am 12. Oktober 2007 auf dem Osloer Label Smalltown Superjazz.

## Hintergrund
The Thing ist ein seit dem Jahr 2000 bestehendes Trio aus Mats Gustafsson am Saxophon, Ingebrigt Håker Flaten am Bass und Paal Nilssen-Love am Schlagzeug, benannt nach einer Don-Cherry-Komposition und ursprünglich auch auf Cherrys Musik konzentriert. Auf diesem Album wurde die Gruppe von Ken Vandermark begleitet, der bereits zuvor mit den drei Musikern gespielt hatte. Der Titel des Albums bezog sich auf Ken Vandermarks Veranstaltungsreihe im Chicagoer Hideout Club. Es wurde live am ersten Jahrestag dieser Reihe aufgenommen, und es war das erste Mal, dass The Thing und Vandermark gemeinsam in den USA auftraten. Die vier Musiker hatten zuvor seit mehr als einem Jahrzehnt in unterschiedlichen Konstellationen regelmäßig zusammen gespielt, in vielen Bands und Projekten (darunter AALY-Trio, School Days, Peter Brötzmanns Chicago Tentet und Vandermarks Territory Bands, Free Fall und seinen Duos mit Paal Nilssen-Love).

## Titelliste

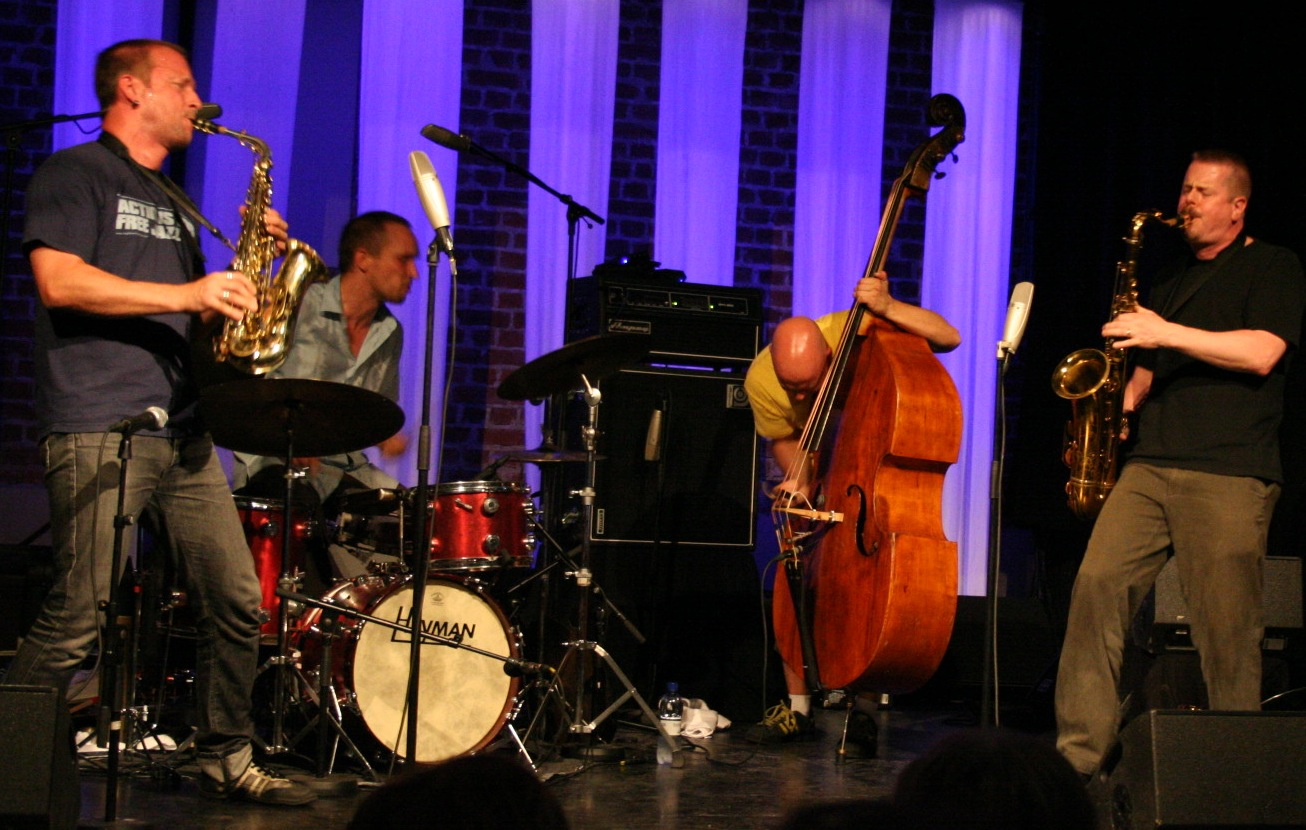
The Thing mit Ken Vandermark (2008)

- The Thing with Ken Vandermark: Immediate Sound (Smalltown Superjazz STSJ105CD)[3]
  1. Immediate Sound, Pt. 1 – 11:35
  2. Immediate Sound, Pt. 2 – 2:22
  3. Immediate Sound, Pt. 3 – 9:42
  4. Immediate Sound, Pt. 4 – 14:25
- Alle Kompositionen stammen von Ken Vandermark, Mats Gustafsson, Ingebrigt Håker Flaten und Paal Nilssen-Love.

## Rezeption
Nach Ansicht von Eyal Hareuveni, der das Album in All About Jazz rezensierte, sei das Kommunikationsniveau auf dem Mitschnitt beeindruckend. Wie der Titel schon sage, biete diese Live-Aufnahme eine brennende und lebendige Unmittelbarkeit, die mit Kraft und Energie, telepathischem Zusammenspiel und beispielhafter muskulöser, wenn auch nicht unbedingt männlicher Dynamik fließe.

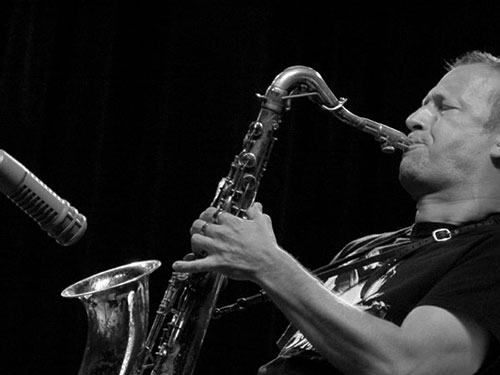
Mats-Gustafson 2014

Daniel Spicer schrieb in Jazz Wise, mit diesem 38-minütigen Live-Set tauchen The Thing kopfüber in den klassischen amerikanischen Free-Jazz-Sound der 60er Jahre ein, ohne Cover-Versionen im Blick zu haben. Dies sei vor allem den mit Bravour gespielten Beiträgen von Ken Vandermark zu verdanken, der ständig seine typischen Licks einwerfe, was der üblichen brutalen Spielhaltung des Trios eine gewisse Funkyness verleihe. Zwar gebe es auch mehr wohlüberlegte Momente – wie Nilssen-Loves Hi-Hat-Solo, das an Max Roachs reduzierte Zielstrebigkeit erinnere, aber zum größten Teil sei es der lodernde, muskulöse, fast unmögliche Macho-Wahnsinn, den wir von diesen Jazz-Männern erwarten.
Der Kritiker des Free Jazz Blog schrieb, „diese Musiker sind, wer sie sind, und es dauert nicht lange, bis ihr hyperkinetischer Drang sie dorthin zurückbringt, wo sie sich auszeichnen, nämlich in Energiefelder, in denen Emotionen und Kräfte vorhanden sind und sich mit Kreativität verbinde, zuerst jammend, dann treffen sich aber gegen Ende in einem interessanten Wechselspiel zwischen spontaner Unisono-Melodie und tiefem Kontrapunkt. Atemberaubend.“